# Aulacaspis spinosa
Aulacaspis spinosa är en insektsart som först beskrevs av William Miles Maskell 1897.  Aulacaspis spinosa ingår i släktet Aulacaspis och familjen pansarsköldlöss. Inga underarter finns listade i Catalogue of Life.